# Mandy Smith
Amanda Louise Smith (Londres, Inglaterra, 17 de julio de 1970) es una cantante, actriz y modelo británica. Se hizo conocida a mediados de la década de 1980 por su relación siendo menor de edad y posterior matrimonio con el bajista de los Rolling Stones, Bill Wyman, quien es 33 años mayor que ella.

## Vida personal
Mandy Smith vivió en Tottenham cuando era niña. Conoció al bajista de los Rolling Stones, Bill Wyman, cuando asistió a los Premios BPI con su hermana mayor Nicola en 1984, cuando tenía 13 años. Wyman tenía 47 años, pero escribió en su autobiografía de 1990: "Ella me dejó sin aliento... ella era una mujer a los trece años". La relación sólo se hizo pública dos años y medio después, cuando ella alcanzó la edad de 16 años (la edad legal de consentimiento en el Reino Unido), y resultó en una tormenta de publicidad.
En 1986, Smith iba a ser entrevistada en el programa de televisión irlandés Saturday Live, pero se canceló cuando el locutor Raidió Teilifís Éireann (RTÉ) decidió que la entrevistarían desde un asiento entre el público en lugar de en el set. RTÉ dijo que "no era lo suficientemente importante" y que podría "dar un mal ejemplo a las jóvenes adolescentes".
Smith y Wyman se casaron el 2 de junio de 1989, en una ceremonia civil en su finca de Suffolk; ella tenía 18 años y él 52. Para ese entonces, Smith ya había desarrollado problemas de salud que atribuyó a haber tomado píldoras anticonceptivas desde los 14 años, cuando dijo que su relación con Wyman se consumó ilegalmente; poco después de la boda, pesaba solo 80 libras (36,3 kg). Según se informa, Wyman se impacientó con sus problemas de salud y se mudó sólo unas semanas después de casarse; el matrimonio terminó oficialmente en divorcio después de 23 meses. Smith ganó un acuerdo por un valor estimado en 880.000 dólares estadounidenses.
La historia dio otro giro sorprendente en 1993, cuando el hijo de 30 años de Wyman de su primer matrimonio, Stephen, se casó con la madre de Smith, Patsy, que entonces tenía 46 años. Se separaron después de dos años de matrimonio.
El 19 de junio de 1993, Smith se casó con el futbolista Pat Van Den Hauwe, pero este matrimonio también duró sólo dos años. Publicó una autobiografía que fue un éxito de ventas, It's All Over Now, en 1993. En 2001, estuvo brevemente comprometida con el modelo de Vanity Fair Ian Mosby, con quien tuvo un hijo, Max Harrison Mosby.
Más tarde, Smith se mudó a Manchester para dirigir una empresa local de relaciones públicas con su hermana Nicola. En 2005, regresó al catolicismo de su infancia después de que una de sus antiguas maestras, una monja, "me dijera que Jesús no mira los errores que he cometido o las veces que lo he ignorado". En 2010, declaró que era célibe a los 40 años y que había comenzado a trabajar y asesorar a adolescentes con problemas.
En 2010, Smith pidió públicamente que la edad de consentimiento en el Reino Unido se elevara de 16 a 18 años, diciendo: "A la gente le parecerá extraño que yo diga eso, pero creo que sé de lo que hablo. Uno sigue siendo un niño, incluso a los 16 años. Nunca podrás recuperar esa parte de tu vida, tu infancia. Yo nunca pude".

## Carreras de música y modelaje
Mientras todavía salía con Wyman, Smith firmó con el trío de compositores y productores Stock Aitken Waterman (SAW), después de que Pete Burns de Dead or Alive la recomendara al empresario Pete Waterman. Smith fue la primera artista que firmó con PWL Records de Waterman (más tarde, también acogió a otros artistas como Kylie Minogue y Jason Donovan) después de que las expectativas del productor de un acuerdo de £500.000 con un sello importante no se materializaron.
Smith grabó una versión en hi-NRG del éxito de Twinkle de 1964, "Terry", pero el proyecto altamente publicitado fue descartado en el último minuto a favor de una composición original, "I Just Can't Wait". La canción no logró causar una buena impresión en las listas de éxitos del Reino Unido, un resultado que los productores atribuyeron a la hostilidad de los medios británicos, pero resultó ser un éxito sustancial en varios países europeos. Aunque la canción fue una decepción comercial en su país natal, la versión remix con ritmo balear, "Cool and Breezy Jazz Mix", fue bien recibida por la crítica y ha sido llamada "uno de los mejores discos que SAW haya hecho jamás". Smash Hits Australia calificó la canción como "horrible y ligeramente sugerente", aunque el compositor Mike Stock negó que el título fuera una referencia al escándalo que rodeó la relación de Smith siendo menor de edad con Bill Wyman.
La voz principal de Smith fue aumentada por la cantante de apoyo de PWL, Suzanne Rhatigan, quien dice que fue contratada para ser cantante fantasma para el proyecto después de que Smith tuvo dificultades con el material. Un álbum, Mandy, fue lanzado en 1988 y generó más éxitos en países europeos con canciones como "Positive Reaction" y "Boys and Girls". Sin embargo, el éxito en su país, el Reino Unido, siguió eludiendo a Smith.
La promoción de su último sencillo, una versión del éxito de Human League "Don't You Want Me", se interrumpió justo cuando la canción se convirtió en su sencillo con mejor clasificación en el Reino Unido, después de que Smith enfermara gravemente. Refiriéndose al trauma persistente del escándalo sexual de Smith siendo menor de edad y al intenso escrutinio de los tabloides que siguió a la joven estrella, la ex ingeniera de PWL Records, Karen Hewitt, señaló sobre su creciente crisis de salud: "Se puso muy enferma y no pudo continuar; simplemente no podía trabajar físicamente". Smith también trabajó como modelo de estampados y pasarelas para diseñadores de moda, entre ellos Katharine Hamnett.

## Discografía

### Álbumes de estudio
| Año  | Detalles del álbum                                                  | Posición más alta en los gráficos | Posición más alta en los gráficos | Posición más alta en los gráficos | Posición más alta en los gráficos |
| Año  | Detalles del álbum                                                  | Australia                         | Alemania                          | Suecia                            | Suiza                             |
| ---- | ------------------------------------------------------------------- | --------------------------------- | --------------------------------- | --------------------------------- | --------------------------------- |
| 1988 | Mandy - Lanzamiento: 1988 - Formato: LP, Casete, CD - Etiqueta: PWL | 144                               | 60                                | 35                                | 14                                |

### Sencillos/EPs
| 1987                                                                                          | "I Just Can't Wait"               | 91 | 91 | 14 | —  | 6  | 9 | 37 | — | 16 | —  | Mandy               |                                |
| 1987                                                                                          | "Positive Reaction"               | —  | —  | 39 | —  | 9  | — | —  | — | 11 | —  | Mandy               | UK Indie Chart #48             |
| 1988                                                                                          | "Boys and Girls"                  | —  | —  | 23 | —  | 12 | — | —  | 7 | 4  | —  | Mandy               |                                |
| 1988                                                                                          | "Victim of Pleasure"              | 93 | 78 | 49 | —  | 11 | — | —  | — | 28 | 22 | Mandy               |                                |
| 1988                                                                                          | The Mandy EP                      | —  | —  | —  | —  | —  | — | —  | — | —  | —  | Sencillos sin álbum | Lanzado solamente en Hong Kong |
| 1989                                                                                          | "Don't You Want Me Baby"          | 59 | 90 | —  | 30 | 11 | — | —  | — | —  | —  | Sencillos sin álbum |                                |
| 1992                                                                                          | "I Just Can't Wait ('92 Remixes)" | —  | —  | —  | —  | —  | — | —  | — | —  | —  | Sencillos sin álbum | Promo de solo 12"              |
| 1995                                                                                          | "I Just Can't Wait ('95 Remixes)" | —  | —  | —  | —  | —  | — | —  | — | —  | —  | Sencillos sin álbum | Promo de solo 12"              |
| "—" denota los lanzamientos que no entraron en las listas o que no se lanzaron en esa región. |                                   |    |    |    |    |    |   |    |   |    |    |                     |                                |